# .XIP
Un file XIP è un formato di archivio digitale introdotto da Apple nel sistema operativo OS X 10.9. Estende le funzionalità dell'archivio XAR standard aggiungendo il supporto per la firma digitale, permettendo così di verificarne l'integrità e l'autenticità. Il formato fu introdotto contestualmente al rilascio del linguaggio di programmazione Swift e del relativo ambiente di sviluppo.
La caratteristica principale del formato .XIP è la capacità di applicare e verificare una firma digitale sul sistema di destinazione prima che l'archivio venga estratto. Quando un file .XIP viene aperto (generalmente tramite un doppio click), l'applicazione predefinita Utility Compressione lo espanderà e ne estrarrà il contenuto solamente se la firma digitale associata all'archivio risulta valida.
Apple detiene i diritti esclusivi sull'utilizzo del formato .XIP. A partire da macOS Sierra, la politica di sicurezza è stata ulteriormente rafforzata: solo gli archivi .XIP firmati direttamente da Apple possono essere estratti sui sistemi macOS. Di conseguenza, gli sviluppatori che in precedenza utilizzavano gli archivi .XIP per la distribuzione del software hanno dovuto adattarsi, passando all'utilizzo di pacchetti di installazione standard (.pkg) o immagini disco (.dmg), entrambi i quali possono essere firmati digitalmente.